# Joseph Ralston
Joseph W. Ralston (né le 4 novembre 1943 à Hopkinsville dans le Kentucky) est l'actuel envoyé spécial des États-Unis chargé de la lutte contre le parti des travailleurs du Kurdistan (PKK), parti sécessionniste turc. Il siège aussi au conseil d'administration de plusieurs conglomérats de l'armement.